# Sabiá-chiguanco
Sabiá-chiguanco (Turdus chiguanco) é uma ave pertencente ao género Turdus. É encontrado na Argentina, Bolívia, Chile, Equador e Peru.